# Oliver Skipp
Oliver William Skipp (Welwyn Garden City, 2000. szeptember 16. –) angol labdarúgó, a Premier League-ben szereplő Tottenham Hotspur középpályása.

## Pályafutása

### Klubcsapatokban
Pályafutását a Bengeo Tigers FC-ben kezdte, majd 2013-ban a Tottenham Hotspurhöz szerződött.
2018. augusztus 29-én hároméves profi szerződést írt alá a londoni csapattal. A West Ham ellen debütált a felnőtt csapatban 2018. október 31-én, az Ligakupában A Premier League-ben a Southampton ellen mutatkozott be.
Skipp először 2018. december 15-én kezdett a Premier League-ben. Ezen a meccsen a Tottenham Hotspur 1-0-ra nyert a Burnley együttese ellen.
2019 januárjában két gólpasszt adott a Tranmere Rovers ellen az FA-kupa első fordulójában.
2020. július 17-én új, hároméves szerződést írt alá a Tottenhammel. A 2020–21-es szezonban a Norwich City vette kölcsön. Pályafutása első gólját a Birmingham City ellen szerezte 2021. február 23-án. Ebben az idényben a Norwich megnyerte a Championshipet és Skipp belekerült a 2021-es PFA év csapatába.

### A válogatottban
Angol U16-os, U17-es és U18-as utánpótlás-válogatott.
2019. augusztus 30-án került be először az angol U21-es keretbe. Még ebben az évben, október 11-én, csereként debütált az U21-es válogatottban, a Szlovénia elleni 2-2-es döntetlennel végződő mérkőzésen, Mariborban.

## Játékstílusa
Skipp védekező középpályásként játszik, átlagon felüli a labdaszerzési és a passzjáteka.
Grant Hanley, egykori csapattársa azt mondta Skippről, hogy "korát meghaladó tapasztalattal rendelkezik", azt is dicsérte vele kapcsolatban, hogy nagyon jól képes olvasni a játékot, és nyomás alatt is jó döntéseket hoz.

## Magánélete
Skipp Welwyn Garden Cityben született és Hertfordban nőtt fel. 2003-tól 2012-ig a Duncombe Általános Iskolába és a Richard Hale Iskolába járt.

## Statisztikák
2021. november 4. szerint.
| Klub                   | Szezon           | Liga             | Liga       | Liga  | FA-kupa    | FA-kupa | EFL kupa   | EFL kupa | Európa     | Európa | Egyéb      | Egyéb | Összesen   | Összesen |
| Klub                   | Szezon           | Bajnokság        | Mérkőzések | Gólok | Mérkőzések | Gólok   | Mérkőzések | Gólok    | Mérkőzések | Gólok  | Mérkőzések | Gólok | Mérkőzések | Gólok    |
| ---------------------- | ---------------- | ---------------- | ---------- | ----- | ---------- | ------- | ---------- | -------- | ---------- | ------ | ---------- | ----- | ---------- | -------- |
| Tottenham Hotspur U23  | 2017–18          | —                | —          | —     | —          | —       | —          | —        | —          | —      | 2          | 0     | 2          | 0        |
| Tottenham Hotspur U23  | 2018–19          | —                | —          | —     | —          | —       | —          | —        | —          | —      | 1          | 0     | 1          | 0        |
| Tottenham Hotspur U23  | Összesen         | Összesen         | —          | —     | —          | —       | —          | —        | —          | —      | 3          | 0     | 3          | 0        |
| Tottenham Hotspur      | 2018–19          | Premier League   | 8          | 0     | 2          | 0       | 2          | 0        | 0          | 0      | —          | —     | 12         | 0        |
| Tottenham Hotspur      | 2019–20          | Premier League   | 7          | 0     | 1          | 0       | 1          | 0        | 2          | 0      | —          | —     | 11         | 0        |
| Tottenham Hotspur      | 2021–22          | Premier League   | 10         | 0     | 0          | 0       | 2          | 0        | 3          | 0      | —          | —     | 15         | 0        |
| Tottenham Hotspur      | Összesen         | Összesen         | 25         | 0     | 3          | 0       | 5          | 0        | 5          | 0      | —          | —     | 38         | 0        |
| Norwich City (kölcsön) | 2020–21          | Championship     | 45         | 1     | 2          | 0       | 0          | 0        | —          | —      | —          | —     | 47         | 1        |
| Karrier összesen       | Karrier összesen | Karrier összesen | 70         | 1     | 5          | 0       | 5          | 0        | 5          | 0      | 3          | 0     | 88         | 1        |

## Sikerei, díjai
Anglia U21
- U21-es Európa-bajnokság: 2023

Tottenham Hotspur
- UEFA Bajnokok Ligája második helyezett: 2018–2019

Norwich City
- EFL Championship: 2020–2021[16]

Egyéni
- Az év PFA-csapata: 2020–2021-es bajnokság[16]

## Fordítás
Ez a szócikk részben vagy egészben  az   Oliver Skipp című angol Wikipédia-szócikk ezen változatának fordításán alapul.  Az eredeti cikk szerkesztőit annak laptörténete sorolja fel. Ez a jelzés csupán a megfogalmazás eredetét és a szerzői jogokat jelzi, nem szolgál a cikkben szereplő információk forrásmegjelöléseként.